# 衫女星
衫女星（157 Dejanira）是由法国天文学家阿方斯·包瑞利于1875年12月1日在法国马赛发现的主带小行星。
小行星157以希腊神话中的希腊公主德伊阿妮拉命名。